# Струґа (Західнопоморське воєводство)
Струґа (пол. Struga, нім. Wilkenfelde) — село в Польщі, у гміні Новоґард Голеньовського повіту Західнопоморського воєводства.
У 1975-1998 роках село належало до Щецинського воєводства.